# Tom Clancy's The Division
Tom Clancy's The Division (укр. Дивізіон Тома Кленсі) — відеогра жанру багатокористувацького тактичного шутера від третьої особи з елементами рольової гри й відкритим світом. Розроблена студіями Ubisoft Annecy, Ubisoft Massive, Ubisoft Reflections і Red Storm Entertainment для PlayStation 4, Xbox One та Microsoft Windows на рушієві Snowdrop. Вперше гру було анонсовано на пресконференції Ubisoft на E3 у 2013 році, вихід відбувся 8 березня 2016 року.
Гра розповідає про можливий занепад людства, спричинений світовим тероризмом, концентруючись на подіях у США.

## Сюжет
Події гри розгортаються в Нью-Йорку, зруйнованому епідемією після біологічної атаки терористів. Гравцям належить взяти на себе роль оперативників «Дивізіону» — спецзагону безпеки, який є єдиною надією людства на виживання. Причому сюжет гри буде ґрунтуватися на реальному сценарії з життя. (детальніше розповідь розробників про сценарій гри — нижче)
| Через 15 днів, уряд згорнув проект, через очевидну невдачу. Вони не змогли стримати епідемію. По-моєму 26 штатів і 11 країн по всьому світу зазнали на собі вторгнення страшної епідемії всього за 15 днів за невеликого теракту. Тому, як всі ми бачимо, це неймовірно небезпечно ... нам потрібно щось з цим робити. |
| У 2001 році уряд запустив експеримент під назвою Темна Зима. Все це правда. Це була симуляція сценарію, коли група терористів заражає 3 тисячі людей в торговому центрі. Метою було з'ясувати, чи зможе уряд впоратися із загрозою | — розповідають розробники.
Як з'ясувалось, головне завдання «Дивізіону» — у що б то не стало зберегти залишки суспільства і постаратися відновити колишні порядки. За словами розробників, агенти цього спецпідрозділу в звичайний час працюють як пересічні громадяни — лікарями, військовими, інженерами, вченими, поліцейськими. Як тільки необхідна їх допомога, вони стають на захист усього людства.
За словами команди Massive Entertainment, без електрики, транспорту, води і їжі, всі люди опиняться безпорадними. І саме на цій ідеї будується вся гра.
| Ми назвали це сценарієм «середини кризи» (тобто апокаліпсис в США). Багато ігор розповідають постапокаліптичні історії, коли людство вже пройшло початковий етап (тобто гра починається після руйнівних подій). (А) Ми хочемо зробити гру про самий розпал кризи. | — пояснюють розробники.

## Розробка
Спочатку гра розроблялась ексклюзивно тільки для консолей восьмого покоління PlayStation 4 і Xbox One, що залишило б осторонь PC спільноти, велика аудиторія користувачів ПК не поділила думки «цю прекрасну гру» випустити тільки на консолях. На те в Ubisoft кажуть, що залишили PC поза увагою тому, що стараються для нових поколінь консолей, але не мають нічого проти PC, і якщо буде достатньо прихильників, то PC версія гри буде зроблена. Петиція всього за пару днів зібрала більше 60.000 підписів, число яких зростало з кожною хвилиною, на що, як повідомляє Dark Side Of Gaming, представники Ubisoft відреагували вельми прихильно, пообіцявши «посприяти» у разі, якщо гравці проявлять інтерес до проєкту (на той момент в скарбничці у петиції було не більше 10000 підписів). Наступний рекорд мав налічувати 150 000 прихильників.
Збір петицій для створення проєкту на PC успішно закінчився, 140 000 людей становили її рекорд. Через це компанія Ubisoft підтвердила вихід гри на РС, яка раніше була анонсована на консолях PlayStation 4 і Xbox One. Після чого був випущений відеоролик з участю продюсера проєкту, Фредріка Рондквіста (англ. Fredrik Rundqvist), який, у свою чергу, дякує фанатам за їхню підтримку, і обіцяє, що розробники використають весь свій досвід роботи з РС, щоб зробити якісний порт. Анонс PC версії гри відбувся 20 серпня 2013 року. Нові IP і технологія були у розробці протягом декількох років, хоча розробка гри почалася влітку 2012. Під час виставки анонсували супутню пропозицію, що дозволила гравцям грати гру на планшеті. Гравці зможуть приєднатись до гри, як дрони запропонувавши тактичну підтримку гравцям, що грають на PC і консолях. 7 лютого 2014, Ubisoft оголосила, що Ubisoft Reflections буде співрозробником гри й відповідальною за розробку дизайну карти, дизайну персонажа та інтернет компонентів гри. Red Storm Entertainment, дочірня компанія Ubisoft, яка співфінансує Tom Clancy, також працює над дизайном зброї гри. Ubisoft Annecy було також оголошено одним зі співрозробників гри 8 травня, 2015.